# Série de championnat de la Ligue américaine de baseball 2014

Logo de la Ligue américaine de baseball

La Série de championnat de la Ligue américaine de baseball 2014 est la 45e série finale de la Ligue américaine de baseball, dont l'issue détermine le représentant de cette ligue à la Série mondiale 2014, la grande finale des Ligues majeures de baseball. 
Cette série au meilleur de sept parties débute le vendredi 10 octobre 2014 et se termine le mercredi 15 octobre suivant par une victoire, 4 matchs à zéro, des Royals de Kansas City sur les Orioles de Baltimore. Les Royals accèdent à la Série mondiale pour la troisième fois de leur histoire et la première fois depuis 1985. Lorenzo Cain, des Royals, est élu joueur par excellence de la Série de championnat.

## Équipes en présence

### Orioles de Baltimore

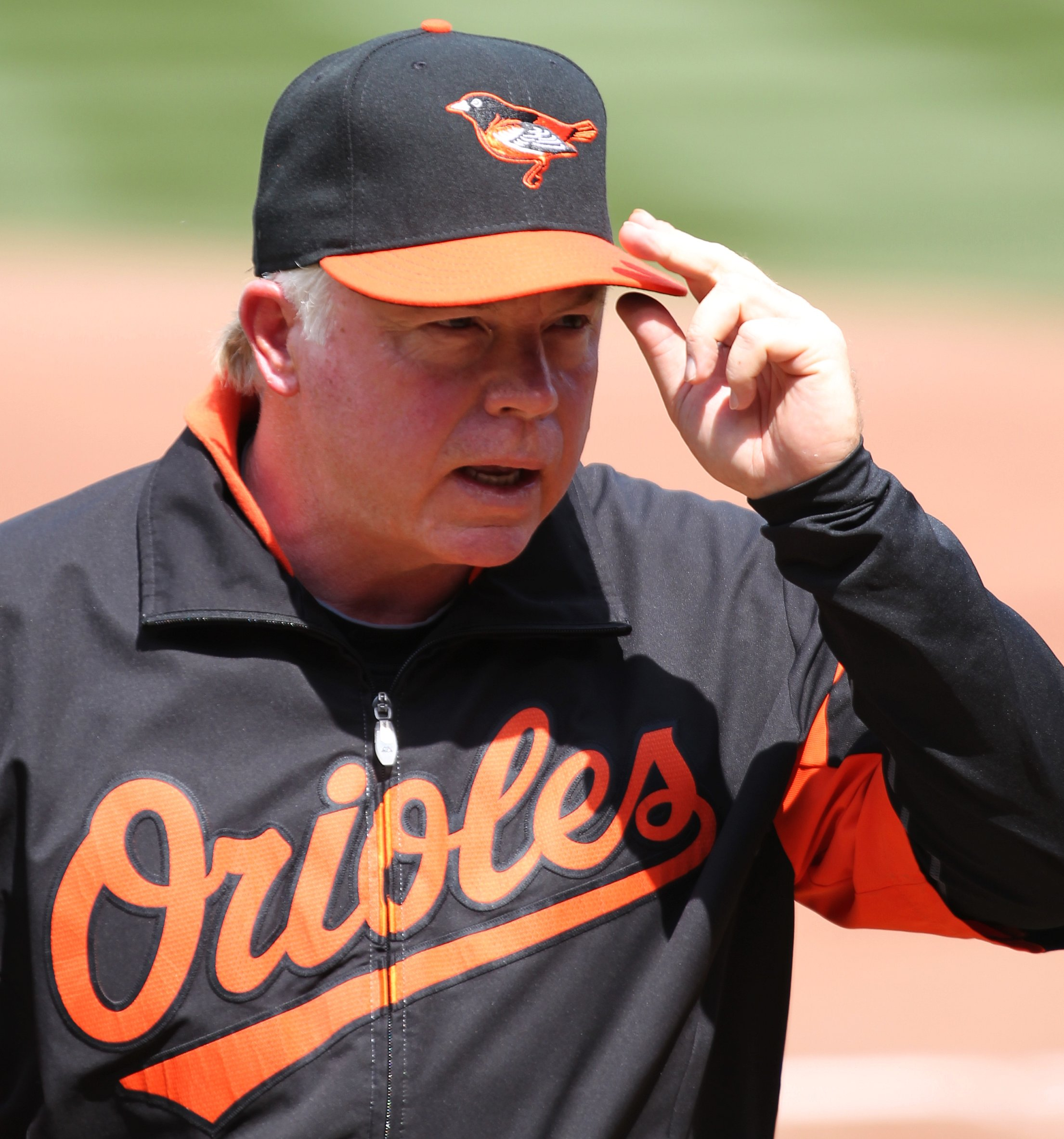
Buck Showalter dirige les Orioles.

Qualifiés pour les séries éliminatoires pour une seconde fois en trois ans, les Orioles remportent leur premier championnat de division depuis 1997. Leur fiche de 96 victoires et 66 défaites est la 2e meilleure des majeures et ils coiffent aisément leurs adversaires en tête de la section Est de la Ligue américaine, qu'ils dominent avec 12 matchs d'avance sur leurs plus proches poursuivants,. Le club de Baltimore remporte 11 matchs de plus qu'en 2013 et connaît sa meilleure saison depuis 1997. Dans la Séries de divisions, les Orioles l'emportent 3 victoires à zéro sur les quadruples tenants du titre de la division Centrale, les Tigers de Détroit.
Six fois champion de la Ligue américaine, le club de Baltimore participe à sa 10e Série de championnat, mais sa première depuis 1997. Les Orioles ont remporté cette phase des éliminatoires 5 fois contre 4 défaites depuis sa création, mais n'ont pas savouré de titre de l'Américaine depuis 1983. Le gérant des Orioles, Buck Showalter, qui a pris la barre d'un club des majeures pour la première fois en 1992, atteint une Série de championnat pour la première fois, après avoir aidé à construire deux équipes (les Yankees de New York de 1996 et les Diamondbacks de l'Arizona de 2001) qui ont gagné la Série mondiale la saison suivant son départ.

### Royals de Kansas City
Les Royals de Kansas City mettent fin en 2014 à ce qui était la plus longue disette du baseball majeur en se qualifiant pour les séries éliminatoires pour une première fois en 29 ans. Gagnant de 89 matchs contre 73 défaites, le club améliore sa fiche avec 3 victoires de plus qu'en 2013 et, avec sa meilleure performance depuis 1989, prend le 2e rang de la division Centrale de la Ligue américaine, un seul match derrière les Tigers de Détroit. Les Royals amorcent les séries en triomphant des A's d'Oakland, 9-8 en 12 manches de jeu, lors du match de meilleur deuxième de la Ligue américaine. En Séries de divisions, les Royals causent la surprise en battant 3 matchs à zéro les champions de la division Ouest et meilleure équipe en saison régulière, les Angels de Los Angeles.
Deux fois champions de la Ligue américaine, les Royals ont deux victoires et quatre défaites dans cette ronde éliminatoire, à laquelle ils participent pour la première fois depuis le titre remporté en 1985.

### Affrontements précédents
Les Orioles et les Royals se sont affrontés sept fois durant la saison régulière 2014, et Kansas City a remporté quatre de ces rencontres. Les deux clubs croisent le fer pour la toute première fois en séries éliminatoires.

## Déroulement de la série

### Calendrier des rencontres
La première équipe à remporter quatre victoires est sacrée championne de la Ligue américaine et la représente en Série mondiale 2014. 
| Match | Date       | Visiteur              | Hôte                  | Score |
| ----- | ---------- | --------------------- | --------------------- | ----- |
| 1     | 10 octobre | Royals de Kansas City | Orioles de Baltimore  | 8 - 6 |
| 2     | 11 octobre | Royals de Kansas City | Orioles de Baltimore  | 6 - 4 |
| 3     | 14 octobre | Orioles de Baltimore  | Royals de Kansas City | 1 - 2 |
| 4     | 15 octobre | Orioles de Baltimore  | Royals de Kansas City | 1 - 2 |

### Match 1
Vendredi 10 octobre 2014 au Oriole Park at Camden Yards, Baltimore, Maryland.
| Royals de Kansas City | 0 | 0 | 4 | 0 | 1 | 0 | 0 | 0 | 0 | 3 | 8 | 12 | 1 |
| Orioles de Baltimore | 0 | 0 | 1 | 0 | 3 | 1 | 0 | 0 | 0 | 1 | 6 | 14 | 1 |
| Lanceurs partants : KC : James Shields BAL : Chris Tillman Vic. : Wade Davis (1-0) Déf. : Darren O'Day (0-1) Sauv. : Greg Holland (1) HRs : KC : Alcides Escobar (1), Alex Gordon (1), Mike Moustakas (1) |   |   |   |   |   |   |   |   |   |   |   |    |   |

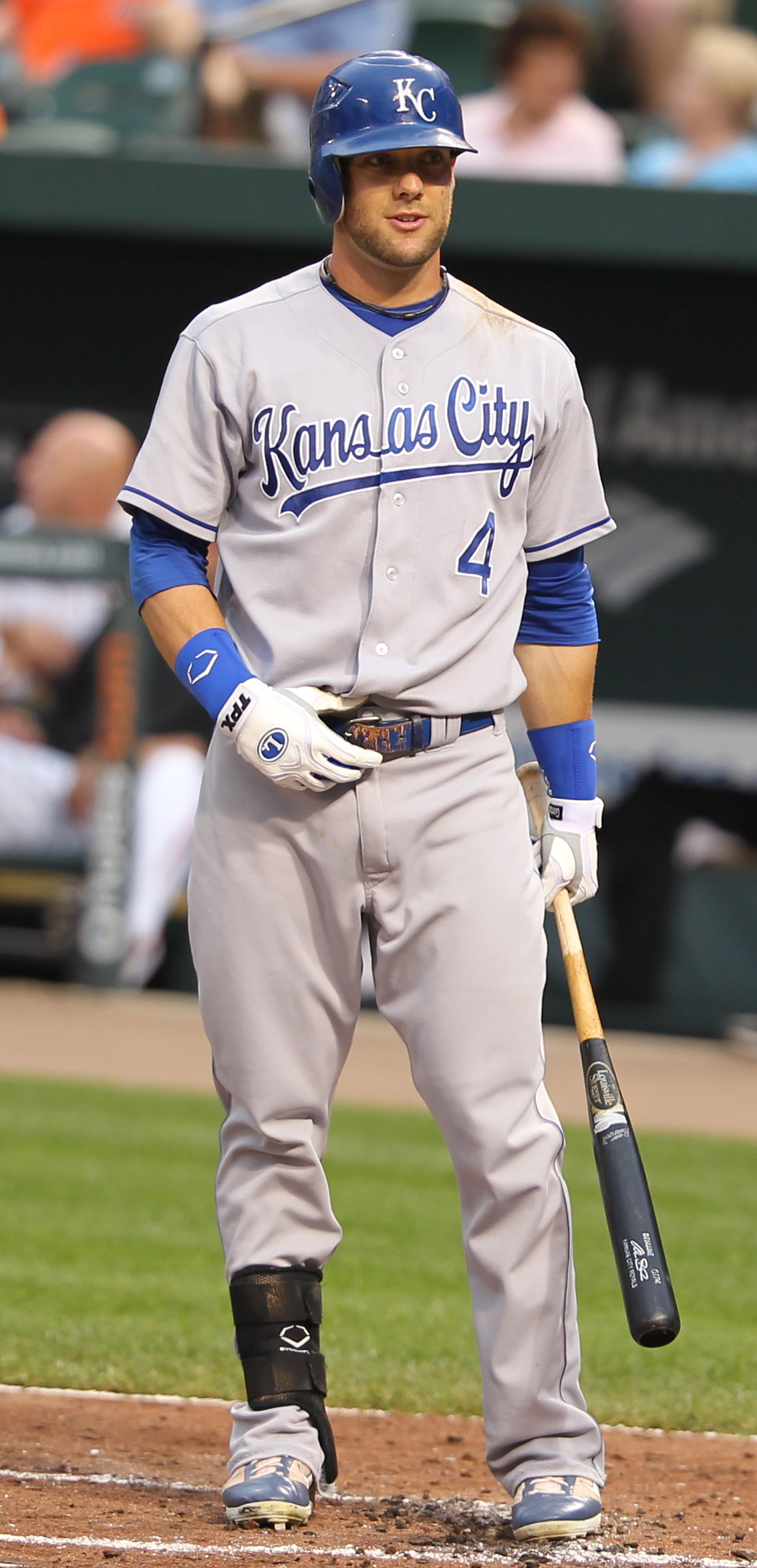
Alex Gordon.

Alex Gordon, des Royals, est la vedette de ce match avec 3 coups sûrs et 4 points produits. Alcides Escobar ouvre la marque avec un coup de circuit pour Kansas City en 3e manche. Les ennuis ne s'arrêtent pas là pour le lanceur partant des Orioles Chris Tillman, qui remplis les buts dans la même manche puis est victime d'un double bon pour 3 points d'Alex Gordon. Ce dernier devient le second joueur de l'histoire à vider les buts de cette manière à plus d'une reprise en éliminatoires la même année, après Graig Nettles pour les Yankees de New York dans les 1er et 3e matchs de la Série de championnat 1981 de la Ligue américaine.
Tirant de l'arrière par 4 points, Baltimore remonte la pente et crée l'égalité. Après avoir été incapable de compter avec les buts remplis et aucun retrait en 9e manche, les Royals remportent une 5e victoire de suite dans ces séries éliminatoires et une 4e en manches supplémentaires grâce à une poussée de 3 points en 10e reprise : Alex Gordon frappe un circuit d'un point contre le lanceur Darren O'Day et Mike Moustakas suit peu après avec un circuit de deux points face à Brian Matusz. À leur dernier tour au bâton, les Orioles ajoutent un point contre le stoppeur Greg Holland mais s'inclinent 8-6.

### Match 2
Samedi 11 octobre 2014 au Oriole Park at Camden Yards, Baltimore, Maryland.
| Royals de Kansas City | 2 | 0 | 1 | 1 | 0 | 0 | 0 | 0 | 2 | 6 | 13 | 1 |
| Orioles de Baltimore | 0 | 1 | 2 | 0 | 1 | 0 | 0 | 0 | 0 | 4 | 9  | 1 |
| Lanceurs partants : KC : Yordano Ventura BAL : Bud Norris Vic. : Wade Davis (2-0) Déf. : Darren O'Day (0-2) Sauv. : Greg Holland (2) HRs : KC : Mike Moustakas (2) BAL : Adam Jones (1) |   |   |   |   |   |   |   |   |   |   |    |   |

Les Royals prennent une avance de 2-0 dans la série avec une deuxième victoire en autant de jours sur le terrain de leurs adversaires, celle-ci arrachée grâce à une poussée de deux points en début de 9e manche. Un simple d'Alcides Escobar contre Darren O'Day, lanceur perdant des deux premiers matchs, brise l'égalité de 4-4. Lorenzo Cain fait compter un point d'assurance dans la victoire de 6-4 de Kansas City pour terminer sa journée avec 4 coups sûrs en cinq. Avec son 4e circuit des présentes éliminatoires, Mike Moustakas égale le record de franchise des Royals établi par Willie Aikens établi en 1980.

### Match 3
Mardi 14 octobre 2014 au Kauffman Stadium, Kansas City, Missouri.
| Orioles de Baltimore | 0 | 1 | 0 | 0 | 0 | 0 | 0 | 0 | 0 | 1 | 3 | 0 |
| Royals de Kansas City | 0 | 0 | 0 | 1 | 0 | 1 | 0 | 0 | X | 2 | 7 | 0 |
| Lanceurs partants : BAL : Wei-Yin Chen KC : Jeremy Guthrie Vic. : Jason Frasor (1-0) Déf. : Wei-Yin Chen (0-1) Sauv. : Greg Holland (3) |   |   |   |   |   |   |   |   |   |   |   |   |

Le match, initialement prévu pour le 13 octobre, est remis au lendemain en raison de la météo défavorable, ce qui a pour effet de repousser d'une journée les deux rencontres suivantes. Les Orioles marquent les premiers sur des doubles consécutifs de Steve Pearce et J. J. Hardy à la deuxième manche, mais par la suite ils sont limités à un seul coup sûr par la suite par 5 lanceurs des Royals et ne placent qu'un seul coureur sur les buts. Alex Gordon produit le point égalisateur en fin de 4e manche pour Kansas City, qui prend les devants sur le ballon-sacrifice de Billy Butler en 6e manche et l'emporte 2-1. Les releveurs des Royals lancent 4 manches sans laisser un seul adversaire atteindre les sentiers, une réalisation que seuls les Cardinals de Saint-Louis avaient accompli avant eux, dans la 3e match de la Série de championnat 2011 de la Ligue nationale. La défensive des Royals se démarque encore, cette fois lorsque Mike Moustakas, le joueur de troisième but, tombe dans les gradins en 6e manche mais réussit néanmoins à capter une balle frappée par Adam Jones.
En incluant leur apparition précédente en 1985, les Royals comptent 10 victoires de suite en éliminatoires, deux de moins que le record des majeures. Ils deviennent la 3e équipe de l'histoire à amorcer les éliminatoires avec 7 succès consécutifs après les Reds de Cincinnati de 1976 et les Rockies du Colorado de 2007.

### Match 4
Mercredi 15 octobre 2014 au Kauffman Stadium, Kansas City, Missouri.
| Orioles de Baltimore | 0 | 0 | 1 | 0 | 0 | 0 | 0 | 0 | 0 | 1 | 4 | 1 |
| Royals de Kansas City | 2 | 0 | 0 | 0 | 0 | 0 | 0 | 0 | X | 2 | 5 | 0 |
| Lanceurs partants : BAL : Miguel González KC : Jason Vargas Vic. : Jason Vargas (1-0) Déf. : Miguel González (0-1) Sauv. : Greg Holland (4) HRs : BAL : Ryan Flaherty (1) |   |   |   |   |   |   |   |   |   |   |   |   |

Victorieux 2-1, les Royals remportent leur premier championnat de la Ligue américaine depuis 1985 et balaient dans le minimum de parties une série éliminatoire pour la première fois depuis 1980. Leurs deux points dans ce quatrième match sont comptés en première manche sur un roulant en apparence inoffensif d'Eric Hosmer. Le relais dirigé au marbre est échappé par le receveur des Orioles Caleb Joseph et la balle est emportée par la glissade du coureur des Royals Alcides Escobar, permettant à Nori Aoki de marquer le second point. En relève à Jeremy Guthrie, le trio composé de Kelvin Herrera, Wade Davis et Greg Holland blanchit les Orioles. Holland devient le 3e lanceur de l'histoire à réussir le maximum de 4 sauvetages en une même série éliminatoire, après Dennis Eckersley (A's d'Oakland, 1988) et John Wetteland (Yankees de New York, 1996).

## Joueur par excellence
Le voltigeur des Royals de Kansas City, Lorenzo Cain, est élu joueur par excellence de la Série de championnat 2014 de la Ligue américaine. Dans les 4 parties de la série, il amorce le match au champ centre et se déplace en fin de rencontre vers le champ droit, à l'arrivée dans le match de son substitut au centre, Jarrod Dyson. Contre les Orioles, Cain effectue nombre de jeux remarqués en défensive et se débarque à l'attaque avec 8 coups sûrs, dont deux doubles, en 15 présences au bâton pour une moyenne de .533.